# Distrito de Bressuire
El distrito de Bressuire es un distrito (en francés arrondissement) de Francia, que se localiza en el departamento de Deux-Sèvres, de la región de Poitou-Charentes. Cuenta con 7 cantones y 64 comunas.

## División territorial

### Cantones
Los cantones del distrito de Bressuire son:
1. Cantón de Argenton-les-Vallées
2. Cantón de Bressuire
3. Cantón de Cerizay
4. Cantón de Mauléon
5. Cantón de Saint-Varent
6. Cantón de Thouars-1
7. Cantón de Thouars-2

### Comunas
| 1. Argenton-les-Vallées (79013)           | 2. Argenton-l'Église (79014)         | 3. Boismé (79038)                  | 4. Bouillé-Loretz (79043)               |
| 5. Bouillé-Saint-Paul (79044)             | 6. Bressuire (79049)                 | 7. Bretignolles (79050)            | 8. Le Breuil-sous-Argenton (79053)      |
| 9. Brie (79054)                           | 10. Brion-près-Thouet (79056)        | 11. Cerizay (79062)                | 12. Cersay (79063)                      |
| 13. La Chapelle-Gaudin (79072)            | 14. Chiché (79088)                   | 15. Cirières (79091)               | 16. Combrand (79096)                    |
| 17. La Coudre (79099)                     | 18. Coulonges-Thouarsais (79102)     | 19. Courlay (79103)                | 20. Étusson (79113)                     |
| 21. Faye-l'Abbesse (79116)                | 22. La Forêt-sur-Sèvre (79123)       | 23. Geay (79131)                   | 24. Genneton (79132)                    |
| 25. Glénay (79134)                        | 26. Louzy (79157)                    | 27. Luché-Thouarsais (79159)       | 28. Luzay (79161)                       |
| 29. Massais (79168)                       | 30. Mauléon (79079)                  | 31. Mauzé-Thouarsais (79171)       | 32. Missé (79178)                       |
| 33. Montravers (79183)                    | 34. Moutiers-sous-Argenton (79187)   | 35. Nueil-les-Aubiers (79195)      | 36. Oiron (79196)                       |
| 37. Pas-de-Jeu (79203)                    | 38. La Petite-Boissière (79207)      | 39. Pierrefitte (79209)            | 40. Le Pin (79210)                      |
| 41. Saint-Amand-sur-Sèvre (79235)         | 42. Saint-André-sur-Sèvre (79236)    | 43. Saint-Aubin-du-Plain (79238)   | 44. Saint-Clémentin (79242)             |
| 45. Saint-Cyr-la-Lande (79244)            | 46. Saint-Jacques-de-Thouars (79258) | 47. Saint-Jean-de-Thouars (79259)  | 48. Saint-Jouin-de-Milly (79261)        |
| 49. Saint-Léger-de-Montbrun (79265)       | 50. Saint-Martin-de-Mâcon (79274)    | 51. Saint-Martin-de-Sanzay (79277) | 52. Saint-Maurice-la-Fougereuse (79280) |
| 53. Saint-Pierre-des-Échaubrognes (79289) | 54. Saint-Varent (79299)             | 55. Sainte-Gemme (79250)           | 56. Sainte-Radegonde (79292)            |
| 57. Sainte-Verge (79300)                  | 58. Taizé (79321)                    | 59. Thouars (79329)                | 60. Tourtenay (79331)                   |
| 61. Ulcot (79333)                         | 62. Voultegon (79356)                |                                    |                                         |